# Streptococcus equi subsp. equi
Streptococcus equi subsp. equi je původcem akutního onemocnění mladých koní označovaného jako hříběcí.

## Patogenita
Jediným vnímavým druhem je kůň, zvláště hříbata do věku 5 měsíců. K infekci dochází aspirací a přímým kontaktem. Bakterie adheruje na sliznice horních cest dýchacích, kde se rozvíjí akutní hnisavý zánět. Infekce se šíří lymfatickými cestami do regionálních mízních uzlin a krevní cestou i do jiných orgánů.

## Infekce zvířat
Typickými klinickými příznaky hříběcí jsou zduření a bolestivost submandibulárních a retrofaryngeálních mízních uzlin. Akutní zánět dýchacích cest doprovází těžký kašel.